# Takfarinas Douicher
Takfarinas Douicher est un footballeur algérien né le 23 avril 1983 à Tizi Ouzou. Il évolue au poste d'avant centre à l'AS Menora Strasbourg.

## Biographie
Il évolue en première division algérienne avec le club de la JS Kabylie, avant d'aller en France pour jouer dans des clubs de divisions inférieures comme, le SC Schiltigheim et Pierrots Vauban.

## Palmarès
| JS Kabylie - Championnat d'Algérie (1) : - Champion : 2003-04. - Coupe d'Algérie : - Finaliste : 2003-04. |  | - Coupe de la CAF (3) : - Vainqueur : 2000, 2001 et 2002. |